# Chase Stevens
Ryan Clark (Washington, 17 gennaio 1979) è un wrestler statunitense.
È conosciuto per il suo lavoro nella Total Nonstop Action Wrestling, dove è stato membro del The Naturals insieme con il suo tag team partner Andy Douglas.

## Carriera

### USA Championship Wrestling
Ai tempi del liceo, Chase Stevens è stato un campione di boxe Golden Gloves. Dopo aver visto un suo amico ad un incontro di Wrestling, decise di darsi anch'egli alla disciplina. Tracy Smothers lo prese sotto la sua ala e lo fece debuttare nel 1998 come Glacius, un lottatore mascherato, perdendo contro Johnny Dazzled. Stevens è uno specialista di Tag Team e formò un'alleanza con Cassidy O'Reilly che debuttò anche nell'allora NWA TNA nel 2002, ma successivamente si divisero quando Reilly abbandonò la TNA e Stevens venne rimandato nella USA Championship Wrestling per allenarsi. Nella USA Championship Wrestling, incontra Andy Douglas con il quale formò un tag team Heel chiamato The Naturals. Successivamente, i due lavorarono per la Mephis Wrestling di Jerry Lawler per tutto il 2003.

### Total Nonstop Action Wrestling (2003 - 2007)
I Naturals debuttano in Total Nonstop Action Wrestling sul finire del 2003, avendo subito una faida con gli American Most Wanted. Il 7 luglio 2004, sconfiggono questi ultimi e conquistano l'NWA World Tag Team Championship. Difesero a lungo i titoli contro i Triple X, ma alla fine persero i titoli l'8 settembre 2004 contro Chris Harris ed Elix Skipper.
Nel 2005, i Naturals formarono un'alleanza con Chris Candido, che divenne il loro manager e li portò a conquistare i titoli di coppia NWA una seconda volta. Qualche giorno più tardi, Candido morì improvvisamente e la TNA fu costretta a girare Face Stevens e Douglas. Dopo Candido, arrivò Jimmy Hart come manager. Persero i titoli nell'episodio di Impact del 22 ottobre contro gli American Most Wanted a causa delle interferenze di Jeff Jarrett e Gail Kim. Kim intervenne anche a Bound for Glory, nel rematch.
Nella puntata del 25 ottobre di Impact, Stevens si infortunò al collo dopo essere atterrato male. Gli fu diagnosticata una frattura da avulsione delle vertebre C5 e C6. Fortunatamente, Stevens stette solo un mese fuori dalle scene e il 13 novembre, rientrò perdendo un 6-man tag team match insieme a Douglas e Lance Hoyt contro i Diamonds in the Rough.
Nell'aprile 2006, Stevens iniziò una carriera da singolo dopo che Douglas era stato messo fuori gioco da Scott Steiner. Stevens non se la cavò benissimo e perse per ben due volte contro Samoa Joe e anche contro Abyss. Nel mese di giugno, dopo il rientro di Andy, i due ebbero Shane Douglas come manager.
A Victory Road 2006, i Naturals ritornarono come "The Newly franchising naturals", in riferimento al soprannome di Shane 'The Franchise' e batterono i Diamonds In The Rough. Il 17 agosto, Stevens batté Chris Harris, Frankie Kazarian e BG James e vinse il titolo di coppia NWA. A No Surrender 2006, i Naturals vincono una Triple Chance Battle Royal. In seguito furono impegnati in un Feud con il Team 3D, nel quale Shane Douglas abbandonò i due il 21 dicembre. Stevens ha poi lottato a Final Resolution il 14 gennaio contro Lance Hoyt perdendo il match. Il 10 maggio, Stevens e Andy Douglas vengono svincolati dalla TNA.

### Circuito indipendente (2007 - 2012)
Dopo essere stato svincolato dalla TNA, torna a lottare nel circuito indipendente a sud-est con il partner dei Naturals Andy Douglas. Lotta nella Showtime All-Star Wrestling e altre federazioni come la UWA. Ad uno show dedicato a Jerry Lawler, i Naturals sconfiggono Big Bully Douglas e Seven. Alla fine del 2008, Stevens e Douglas si dividono. Stevens si allea con Arrick Andrews e Nikki Vaughn mentre Douglas si allea con gli ex TNA David Young e Rick Santel. La rivalità continua fino al 2010, anno in cui Andy si ritira.

## Nel Wrestling

### Mosse
- Death Valley driver
- Shooting star press
- Hammerlock DDT
- Diving clothesline
- Moonsault
- Dropkick
- Scoop Slam

### Manager
- Athena
- Chris Candido
- Jimmy Hart
- April Pennington
- Shane Douglas
- Bert Prentice

## Titoli e riconoscimenti
BBW
- BBW Championship (1)
- BBW Tag-Team Championship (1 - con Andy Douglas)

Birchfield Promotions
- BPW Tag Team Championship (1 - con Andy Douglas)

Battle Zone Wrestling
- BZW Tag Team Championship (1 - con Andy Douglas)

Coliseum Championship Wrestling
- CCW 24/7 Championship (1)
- CCW Tag Team Championship (1 - con Andy Douglas)

Great Championship Wrestling
- GCW Tag Team Championionship (1 - con Andy Douglas)

HWF
- HWF Cruiserweight Championship (1)

Omni Pro Wrestling
- Omni Pro Mid-South Championship (1)

Showtime All-Star Wrestling
- SAW International Heavyweight Championship (1)

Totally Lethal Wrestling
- TLW Heavyweight Championship (1)

TSIWA
- TSIWA Cruiserweight Championship (1)
- TSIWA Tag-Team Championship (1 - con Andy Douglas)

UCW
- UCW Southern Heavyweight Championship (2)

USA Championship Wrestling
- USA CW Heavyweight Championship (1)
- USA CW Tag Team Championship (1 - con Andy Douglas)

United States Wrestling Organization
- USWO Heavyweight Championship (1)

United Wrestling Association
- UWA Heavyweight Championship (1)

Total Nonstop Action Wrestling
- NWA World Tag Team Championship (3 - con Andy Douglas)

Pro Wrestling Illustrated
- 90º nella classifica dei 500 migliori wrestler su PWI 500 (2005)